# Kupa (település)
Kupa község Borsod-Abaúj-Zemplén vármegye Szikszói járásában.

## Fekvése
A Cserehát közepén helyezkedik el, Szikszótól északra. A környező települések közül Felsővadász és Monaj 5-5, Homrogd 6, Tomor (földúton) 3 kilométerre fekszik, a legközelebbi város a 17 kilométerre lévő Szikszó.

### Megközelítése
Csak közúton érhető el, Homrogd vagy Felsővadász érintésével, a 2621-es úton. Az ország távolabbi részei felől a legegyszerűbben a 3-as, illetve a 27-es főút felől közelíthető meg, szikszói vagy edelényi letéréssel.

## Története
A 13. században említik először, miszerint 1279 előtt 15 kupai nemes perlekedett egy kupai földrész felett, melyet Selk fia Mortun s ennek fia Konrád bírt vétel jogán s rajta laktak, végül 1279-ben Mortunék 7 márka ellenében átengedték e földet a Kupaiaknak, mint öröklött jogú birtokukat. 1283-ban a király Wyd fia Sengének adta Kupa birtokot. 1298-ban Bolok fia Gaal ispán magának kérte Kupa földet mint tornai várföldet, de 7 Kupai nemes ellentmondott maga, testvérei és rokonsága nevében azzal, hogy öröklött földjük. Előmutatták az egri káptalan és Beud fia Albert királyi ember megállapítását tartalmazó levelet, mely szerint Kupai Heym és rokonsága igazi nemesek, s így a király Gaal-t elutasítva a Kupaiaknak ítélte e földet. 1319-ben Tyba fia Zous és Márk birtokos Kupán s pereskedik Horváti föld felett, melyet szerinte Kupának neveznek.
A 17. században a csetneki uradalom része, főbb birtokosai a Báthory, Lórántffy, Apaffy, majd a Rákóczi-családok.

## Közélete

### Polgármesterei
- 1990–1994: Nagy Lajos (független)[3]
- 1994–1998: Nagy Lajos (MSZP)[4]
- 1998–2002: Lukács László (független)[5]
- 2002–2006: Lukács László (független)[6]
- 2006–2010: Lukács László (független)[7]
- 2010–2012: Bakó László (Fidesz-KDNP)[8]
- 2012–2014: Lipusz Csaba (független)[9]
- 2014–2019: Lipusz Csaba (független)[10]
- 2019–2024: Sipos István (független)[11]
- 2024– : Taskó Roland (független)[1]

A településen 2012. augusztus 5-én időközi polgármester-választást (és képviselő-testületi választást) tartottak, az előző képviselő-testület önfeloszlatása miatt. A választáson a hivatalban lévő polgármester is elindult (ezúttal függetlenként), de alulmaradt egyetlen kihívójával szemben.

## Népesség
A település népességének változása:
| Lakosok száma | 167  | 153  | 155  | 150  | 147  | 148  | 152  |
|               | 2013 | 2014 | 2015 | 2021 | 2022 | 2023 | 2024 |

2001-ben a település lakosságának 91%-a magyar, 9%-a cigány nemzetiségűnek vallotta magát.
A 2011-es népszámlálás során a lakosok 98,7%-a magyarnak, 20,4% cigánynak mondta magát (1,3% nem nyilatkozott; a kettős identitások miatt a végösszeg nagyobb lehet 100%-nál). A vallási megoszlás a következő volt: római katolikus 28%, református 44,6%, görögkatolikus 14,6%, felekezeten kívüli 3,2% (9,6% nem válaszolt).
2022-ben a lakosság 88,4%-a vallotta magát magyarnak, 2,7% cigánynak, 1,4% egyéb, nem hazai nemzetiségűnek (11,6% nem nyilatkozott; a kettős identitások miatt a végösszeg nagyobb lehet 100%-nál). Vallásuk szerint 22,4% volt római katolikus, 25,2% református, 14,3% görög katolikus, 5,4% egyéb katolikus, 8,8% felekezeten kívüli (23,8% nem válaszolt).

## Látnivalók
- I. világháborús emlékmű
- Mezőgazdasági és Erdészeti Múzeum